# Bingo (André van Duin)
Bingo is een single van André van Duin. De single bevatte twee liedjes, met daarbij als derde nummer, een instrumentale versie van de B-kant. André van Duin werd in de Wisseloordstudio's begeleid door zijn (bijna) vaste muziekproducent voor jaren Bert Schouten en arrangeur/orkestleider Harry van Hoof.
Bingo is een cover van het lied Ringo, geschreven door Don Robertsen en Hal Blair. Lorne Greene, toen populair vanwege de televisieserie Bonanza, zong het in 1964 de Amerikaanse hitparade in. Van Duin schreef een Nederlandse tekst, verwijzend naar Bingo. Zowel Green als Van Duin spraken meer dan ze zongen. Een achtergrondkoortje verzorgde al modulerend voor de verbindende tekst Ringo/Bingo.
De B-kant bevat twee versies van Limericks, dat afkomstig van Van Duin zelf. Hij zong eerst het lied bestaande uit een aantal limericks onder de naam Leo Limerick en was te horen/zien in Op dolle toeren. Het lied werd gevolgd door een instrumentale versie, zodat men thuis kon oefenen.

## Hitnotering
De Belgische BRT Top 30 en Vlaamse Ultratop 30 werden niet bereikt.

### Nederlandse Top 40
| Positie: | 31 | 25 | 27 | uit |

### NederlandseNationale Hitparade
| Positie: | 95 | 60 | 24 | 18 | 18 | 23 | 34 | 36 | 76 | 89 | uit |